# Tuffi ai campionati mondiali di nuoto 2011 - Piattaforma 10 metri sincro femminile
La competizione di tuffi dalla piattaforma 10 metri sincro femminile dei campionati mondiali di nuoto 2011 si è disputata il 18 luglio 2011 allo Shanghai Oriental Sports Center di Shanghai, in Cina. La gara si è svolta in due fasi: la mattina si è disputato il turno eliminatorio cui hanno partecipato 14 coppie di atlete. I migliori dodici hanno gareggiato per le medaglie nella finale tenutasi nella sessione serale dello stesso giorno.

## Medaglie
| Posizione | Atlete                           | Paese     |
| --------- | -------------------------------- | --------- |
| Oro       | Wang Hao Chen Ruolin             | Cina      |
| Argento   | Alexandra Croak Melissa Wu       | Australia |
| Bronzo    | Christin Steuer Nora Subschinski | Germania  |

## Risultati
In verde sono indicate le atlete ammesse alla finale.
| Pos. | Atlete                                | Nazionalità    | Preliminare | Preliminare | Finale    | Finale |
| Pos. | Atlete                                | Nazionalità    | Punti       | Pos.        | Punti     | Pos.   |
| ---- | ------------------------------------- | -------------- | ----------- | ----------- | --------- | ------ |
| 1    | Wang Hao Chen Ruolin                  | Cina           | 335.34      | 1           | 362.58    |        |
| 2    | Alexandra Croak Melissa Wu            | Australia      | 303.66      | 2           | 325.92    |        |
| 3    | Christin Steuer Nora Subschinski      | Germania       | 292.56      | 3           | 316.29    |        |
| 4    | Tonia Couch Sarah Barrow              | Regno Unito    | 290.28      | 4           | 314.52    | 4      |
| 5    | Viktoriya Potyekhina Julija Prokopčuk | Ucraina        | 283.62      | 7           | 311.64    | 5      |
| 6    | Leong Mun Yee Pandelela Rinong        | Malaysia       | 289.50      | 6           | 305.34    | 6      |
| 7    | Meaghan Benfeito Roseline Filion      | Canada         | 289.65      | 5           | 303.87    | 7      |
| 8    | Paola Espinosa Tatiana Ortiz          | Messico        | 269.49      | 10          | 298.80    | 8      |
| 9    | Daria Govor Yulia Koltunova           | Russia         | 266.28      | 11          | 291.24    | 9      |
| 10   | Choe Kum Hui Kim Jin Ok               | Corea del Nord | 273.06      | 8           | 278.64    | 10     |
| 11   | Anna James Mary Beth Dunnichay        | Stati Uniti    | 272.10      | 9           | 278.22    | 11     |
| 12   | Corina Popovici Mara Aiacoboae        | Romania        | 253.62      | 12          | 273.48    | 12     |
| 16.5 | H09.5                                 |                |             |             | 00:55.635 | O      |
| 13   | Villo Kormos Zsófia Reisinger         | Ungheria       | 244.68      | 13          |           |        |
| 14   | Lisette Ramirez Florencia Betancourt  | Venezuela      | 221.04      | 14          |           |        |